# The Mad Bunch
The Mad Bunch är en svensk actionfilm från 1989 i samregi av Mats Helge Olsson och Arne Mattsson,  
med manus av Mats Helge Olsson och Timothy Earle. Filmen är bland annat inspelad vid Tjolöholms slott i Halland.

## Handling
Forskaren och fredsaktivisten Foxwood (Carradine) kidnappas och en lösensumma begärs. Hans dotter kontaktar i desperation en grupp frivilliga legosoldater som kallar sig Action Force Team och som antar uppdraget att befria forskaren. Bit för bit upptäcker de att de kan ha tagit sig vatten över huvudet då uppdraget är svårare än de hade förväntat sig.

## Rollista
- David Carradine - Professor Foxwood
- Timothy Earle - George Honeycat
- Helen Arnesen - Melinda Foxwood
- Frederick Offren - Mr Cartland
- Sam Cooke - Goodman CIA
- A.R. Hellquist - Eddie